# 永宮正治
永宮 正治（ながみや しょうじ、1944年5月24日 - ）は、日本の物理学者（素粒子・原子核・宇宙線・宇宙物理）。学位は理学博士（大阪大学・1972年）。国立研究開発法人理化学研究所研究顧問、大学共同利用機関法人高エネルギー加速器研究機構名誉教授。
ローレンス・バークレー国立研究所主任研究員、東京大学理学部助教授、コロンビア大学教授、コロンビア大学物理学科学科長、東京大学原子核研究所教授、大学共同利用機関法人高エネルギー加速器研究機構教授、大学共同利用機関法人高エネルギー加速器研究機構大強度陽子加速器計画推進部部長、J-PARCセンターセンター長（初代）などを歴任した。

## 来歴

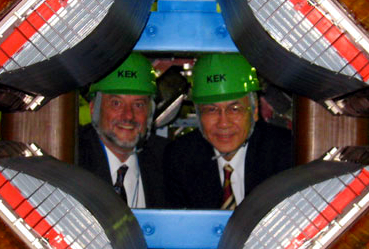
大強度陽子加速器施設にて、フェルミ国立加速器研究所所長ピエルマリア・オッドーネ（左）と。

兵庫県神戸市御影に生まれた。その後、学齢期は大阪市で育った。
1970年代に、ローレンス・バークレー国立研究所のBevalacで高エネルギー重イオン物理学草分け期の研究に従事。その後、ブルックヘブン国立研究所のAGSやRHICで実験を進め、PHENIX実験の初代スポークスマン。 クォークグルーオンプラズマ現象の解明を進めた。この間、日米協力事業を推進。1996年末に日本に戻り、 J-PARCの建設に専心。
日本物理学会会長、日本学術会議会員・同物理学委員長・第三部幹事、アジア太平洋物理学会会長などを務める。

## 略歴
- 1963年 - 大阪府立住吉高等学校卒業
- 1967年 - 東京大学理学部物理学科卒業
- 1972年 - 大阪大学大学院博士課程修了
- 1972年 - 東京大学理学部助手
- 1977年 - 米国ローレンス・バークレー国立研究所研究員
- 1982年 - 東京大学理学部助教授
- 1986年 - 米国コロンビア大学教授
- 1997年 - 東京大学原子核研究所教授
- 1997年 - 高エネルギー加速器研究機構 教授
- 2006年 - J-PARCセンター長（2012年まで）、東レ科学技術賞受賞
- 2013年 - 理化学研究所研究顧問 (2018年まで)